# Idiochlora obnupta
Idiochlora obnupta är en fjärilsart som beskrevs av Swinhoe 1885. Idiochlora obnupta ingår i släktet Idiochlora och familjen mätare. Inga underarter finns listade i Catalogue of Life.